# Review bombing
Review bombing (rɪˈvjuː ˈbɒmɪŋ) – fenomen internetowy, w ramach którego znaczna liczba osób bądź niewielka liczba osób, ale posługująca się wieloma kontami, wystawia negatywne recenzje w celu zaszkodzenia sprzedaży bądź popularności produktu czy usługi. Podczas gdy duża liczba negatywnych opinii może być wynikiem negatywnego odbioru produktu albo usługi przez niepowiązanych ze sobą konsumentów, review bombing z reguły ma na celu zwrócenie uwagi na kwestie polityczne lub kulturowe, zwłaszcza jeżeli podmiot odpowiedzialny za produkt zdaje się nie zauważać bądź celowo ignoruje bezpośrednie informacje zwrotne. Review bombing zazwyczaj ma miejsce w krótkim czasie, a jego celem z reguły jest obniżenie dotychczasowych ocen produktu; osoby wystawiające negatywne recenzje często wykorzystują do organizowania się fora internetowe. Praktyka ta może stanowić zarówno formę przymusu, mającego na celu wymuszenie na dostawcy usługi określonego działania czy zmiany, jak również trollowania.
Praktyka ta najczęściej dotyka agregatorów recenzji oraz usług umożliwiających wystawianie ocen, takich jak np. Steam, Metacritic, Rotten Tomatoes, IMDb lub sklepy z aplikacjami. Może być motywowana wprowadzeniem niepopularnych zmian do istniejącej już marki, kontrowersjami kulturowymi bądź politycznymi wokół jakiegoś tematu bądź działaniami podjętymi przez producentów, sprzedawców czy właścicieli. Niektórzy właściciele stron oraz aplikacji umożliwiających wystawianie ocen wprowadzają w nich środki mające zapobiegać „bombardowaniu” negatywnymi recenzjami.
Przykładami produktów, które spotkały się z review bombingiem, mogą być gra komputerowa Dying Light 2: Stay Human, której oceny w serwisie Metacritic zaniżali użytkownicy z Włoch za brak włoskiego dubbingu, serial Władca pierścieni: Pierścienie Władzy, krytykowany za wielorasową obsadę, druga seria Wiedźmina Netfliksa (m.in. ze względu na znaczące zmiany względem materiału źródłowego) czy gra komputerowa Star Wars: Battlefront II (m.in. za położenie przesadnego nacisku na mikrotransakcje, przekształcające grę w produkcję pay-to-win).
Chociaż review bombing utożsamiany jest ze zjawiskiem negatywnym, sporadycznie ma wydźwięk pozytywny. Przykładem może być gra komputerowa Assasin’s Creed: Unity, przedstawiająca wierną rekonstrukcję paryskiej katedry Notre-Dame, która po premierze spotkała się z mieszanym przyjęciem ze względu na liczne błędy. Po pożarze katedry w 2019 roku wydawca gry – Ubisoft – udostępnił ją przez określony czas za darmo w swojej usłudze Uplay, żeby umożliwić graczom zapoznanie się z budynkiem i zachęcić ich do wsparcia jego odbudowy. W odpowiedzi na ten gest użytkownicy konkurencyjnej platformy Steam zasypali grę pozytywnymi recenzjami. Chociaż właściciel Steam – Valve Corporation – dysponuje narzędziami umożliwiającymi wykrywanie „bombardowań” recenzjami i odpowiednio je oznacza bądź ukrywa, w przypadku zalewu pozytywnych recenzji Unity postanowił nie ingerować.